# Caodeyao liuyufengi
Caodeyao liuyufengi è un terapside estinto, appartenente ai terocefali. Visse nel  Permiano superiore (circa 255 milioni di anni fa) e i suoi resti fossili sono stati ritrovati in Cina.

## Descrizione
Questo animale era dotato di un grosso cranio caratterizzato da un muso corto e alto; era presente un'apertura temporale particolarmente ampia, e il processo coronoide della mandibola era separato da un ampio spazio dall'arcata zigomatica. Quest'ultima caratteristica si riscontra in un altro terocefalo, Purlovia maxima, e in altri terapsidi non mammaliaformi.

## Classificazione
Caodeyao è un rappresentante dei terocefali, un gruppo di terapsidi molto diversificati, tipici del Permiano e del Triassico inferiore. Tra i terocefali noti, sembra che il suo più stretto parente fosse Purlovia della Russia, e che insieme a questo genere formasse un gruppo di terocefali vissuti in Laurasia dal cranio alto e corto. 
Caodeyao liuyufengi venne descritto per la prima volta nel 2020, sulla base di fossili comprendenti un cranio e una mandibola parziali e un omero, ritrovati nella formazione Naobaogou in Cina.

## Paleoecologia
Caodeyao doveva essere un predatore attivo di dimensioni notevoli. Nella stessa formazione geologica sono stati ritrovati i fossili di altre due specie di terocefali, appartenenti però alla famiglia degli Akidnognathidae.